# Wendisch Baggendorf
Wendisch Baggendorf ist eine Gemeinde nordwestlich von Grimmen im Landkreis Vorpommern-Rügen. Die Gemeinde wird vom Amt Franzburg-Richtenberg mit Sitz in der Stadt Franzburg verwaltet. Die Gemeinde gehörte bis zum 15. Februar 2004 zum aufgelösten Amt Trebeltal.

## Geografie und Verkehr
Wendisch Baggendorf liegt etwa acht Kilometer südwestlich von Grimmen. Durch das Gemeindegebiet verläuft die A 20. Diese ist über den Anschluss Grimmen-West (circa drei Kilometer) zu erreichen. Im Norden grenzt das Gemeindegebiet an die Trebel.

## Ortsteile

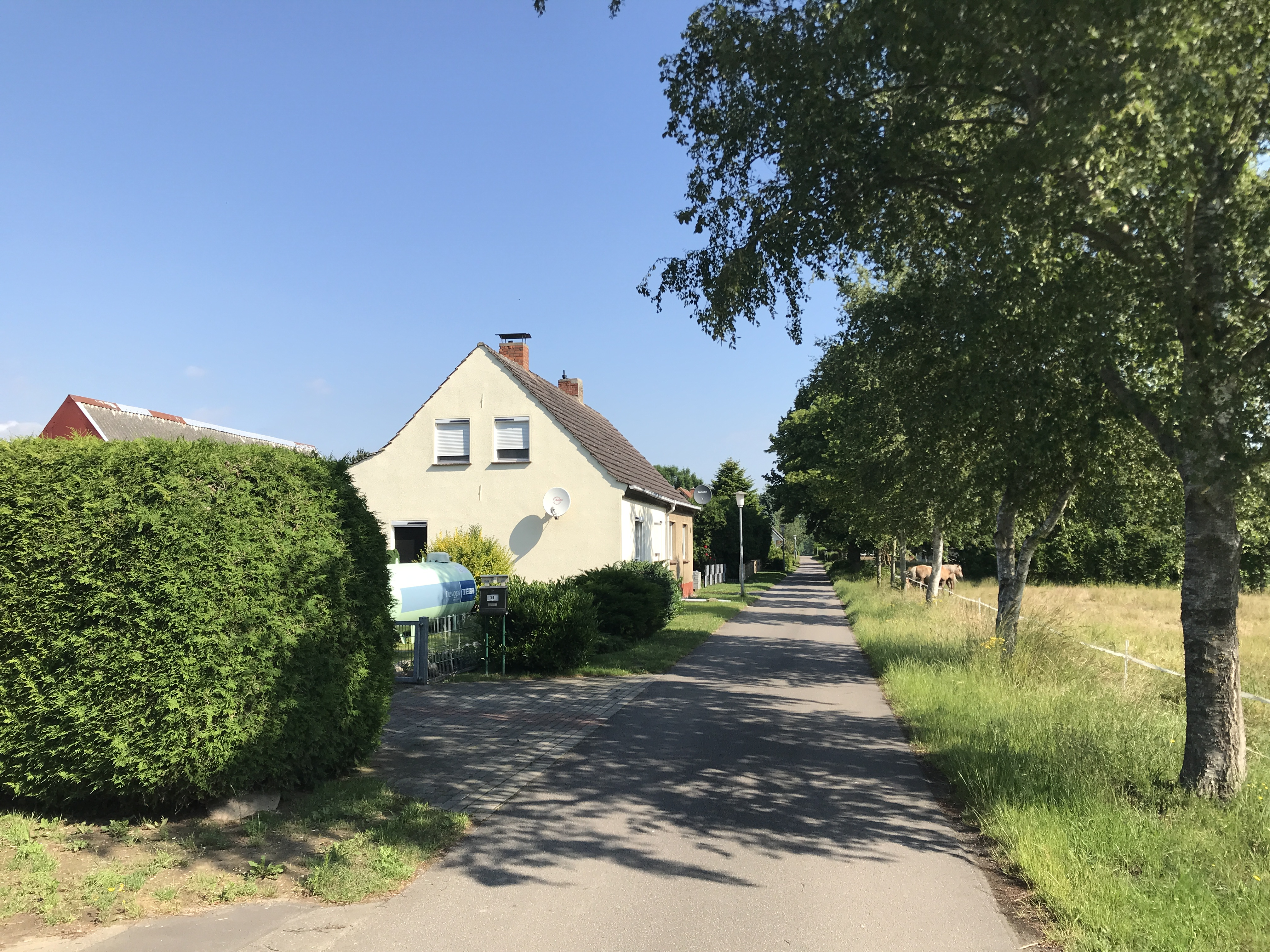
Ortsansicht von Bassin

- Bassin
- Borgstedt
- Leyerhof
- Wendisch Baggendorf

## Geschichte
Mit dem Westfälischen Frieden von 1648 geriet Vorpommern der Ort unter schwedische Herrschaft, nachdem der Ort vorher zum Herzogtum Pommern gehörte. 1815 kam die Gemeinde und Vorpommern zur preußischen Provinz Pommern.
Wendisch Baggendorf war bis 1952 Teil des Landkreises Grimmen und gehörte danach bis 1994 zum Kreis Grimmen im Bezirk Rostock. Seit 1990 gehört der Ort zum Land Mecklenburg-Vorpommern.

### Ortsteile
- Borgstedt, die wesentliche Historie der Ortschaft wurde über die Jahrhunderte durch das etwa 450 ha große Rittergut Borgstedt geprägt. Dazu gehörte das Vorwerk Ölsdorf. Der Besitz wurde zum Schluss durch den Verwalter Richard Glantz geleitet. Borgstedt war ein großer landwirtschaftlicher Betrieb mit einem 45 ha großen Waldbesitz. Das Rittergut war der letzte Grundsbesitz der alten Familie von Bilow. Als Eigentümer fungierten die Nachfahren der von Bilow`schen Erben.[2] Diese waren Malte sen. von Bilow`s Nachfahren, sein zweiter Sohn Malte jun. von Bilow (1847–1932) auf Borgstedt und Ölsdorf, verheiratet mit der Offizierstochter Mia von Hennigs, respektive deren Kinder Gertrud und dem Rechtsritter des Johanniterordens, Oberst Malte-Georg von Bilow.[3]
- Leyerhof, war ebenso ein Ort mit 642 ga großen Rittergut, zuletzt in bürgerlichen Händen, Gutsherr war Wilhelm Wossidlo.
- Wendisch Baggendorf, das hiesige Rittergut besaß eine Fläche von 503 ha, Besitzer J. Hacker, Pächter W. Hacker; dieser war dann der Eigentümer bis zur Bodenreform.

## Wappen, Flagge, Dienstsiegel
Die Gemeinde verfügt über kein amtlich genehmigtes Hoheitszeichen, weder Wappen noch Flagge. Als Dienstsiegel wird das kleine Landessiegel mit dem Wappenbild des Landesteils Vorpommern geführt. Es zeigt einen aufgerichteten Greifen mit aufgeworfenem Schweif und der Umschrift „GEMEINDE WENDISCH BAGGENDORF * LANDKREIS VORPOMMERN-RÜGEN“.

## Sehenswürdigkeiten
→ Siehe auch Liste der Baudenkmale in Wendisch Baggendorf
- Turmhügel Wendisch Baggendorf
- Gutshaus Leyerhof, im Kern von um 1762, danach umgebaut.